# 太子港主教座堂

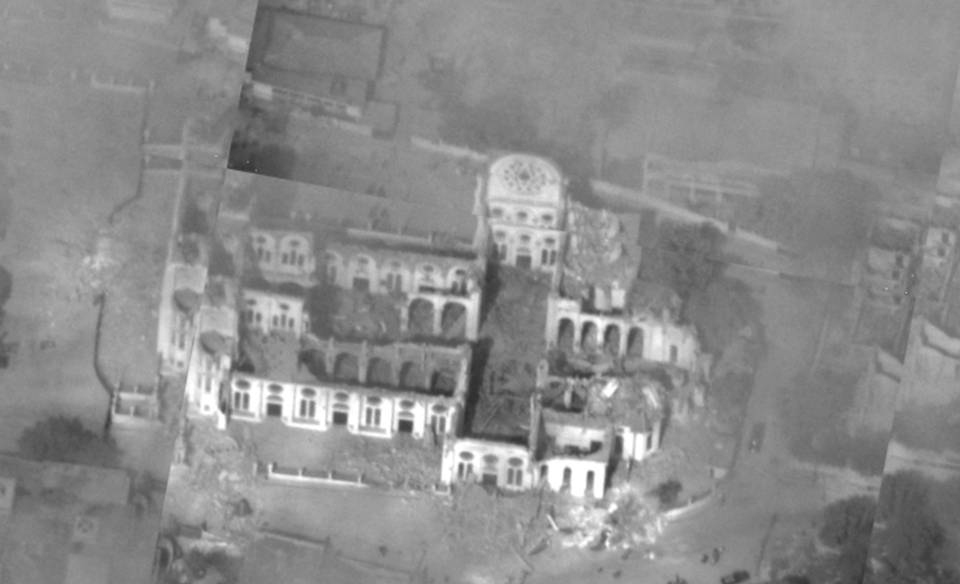
座堂的殘骸，攝於2010年1月14日的航空照片。

太子港主教座堂或太子港聖母升天座堂（法語：Cathédrale Notre-Dame de L'Assomption/Cathédrale de Port-au-Prince）是天主教太子港總教區的主教座堂，位於海地共和國首都太子港。
1914年12月20日啟用。1928年12月13日舉行獻堂禮。2010年1月12日海地地震中倒塌，總主教若瑟·繆特亦在地震中罹難；至今教堂重建尚在籌建經費中，目前使用臨時教堂。